# Franz Christoph Erler

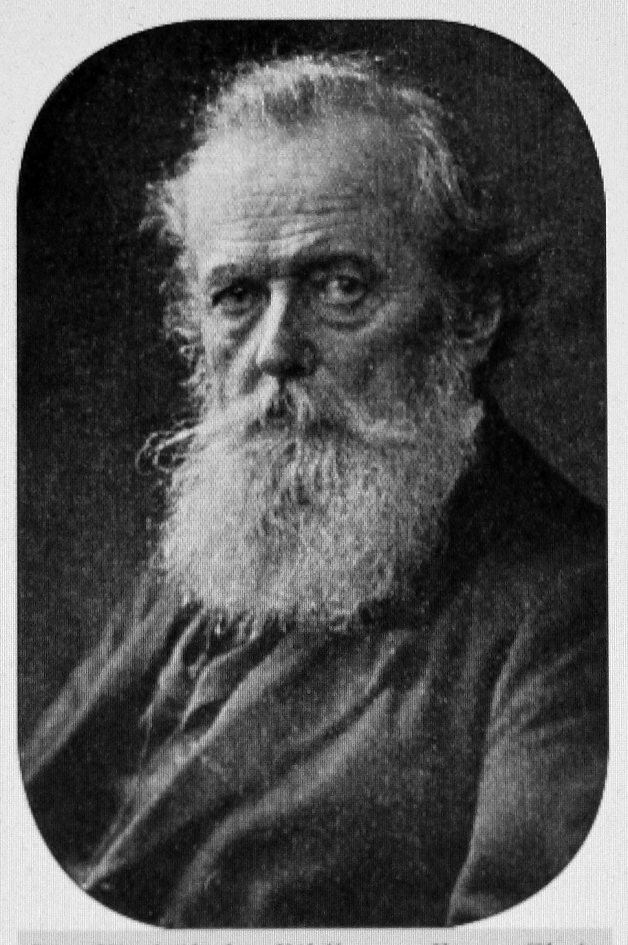
Franz Christoph Erler (1829–1911)

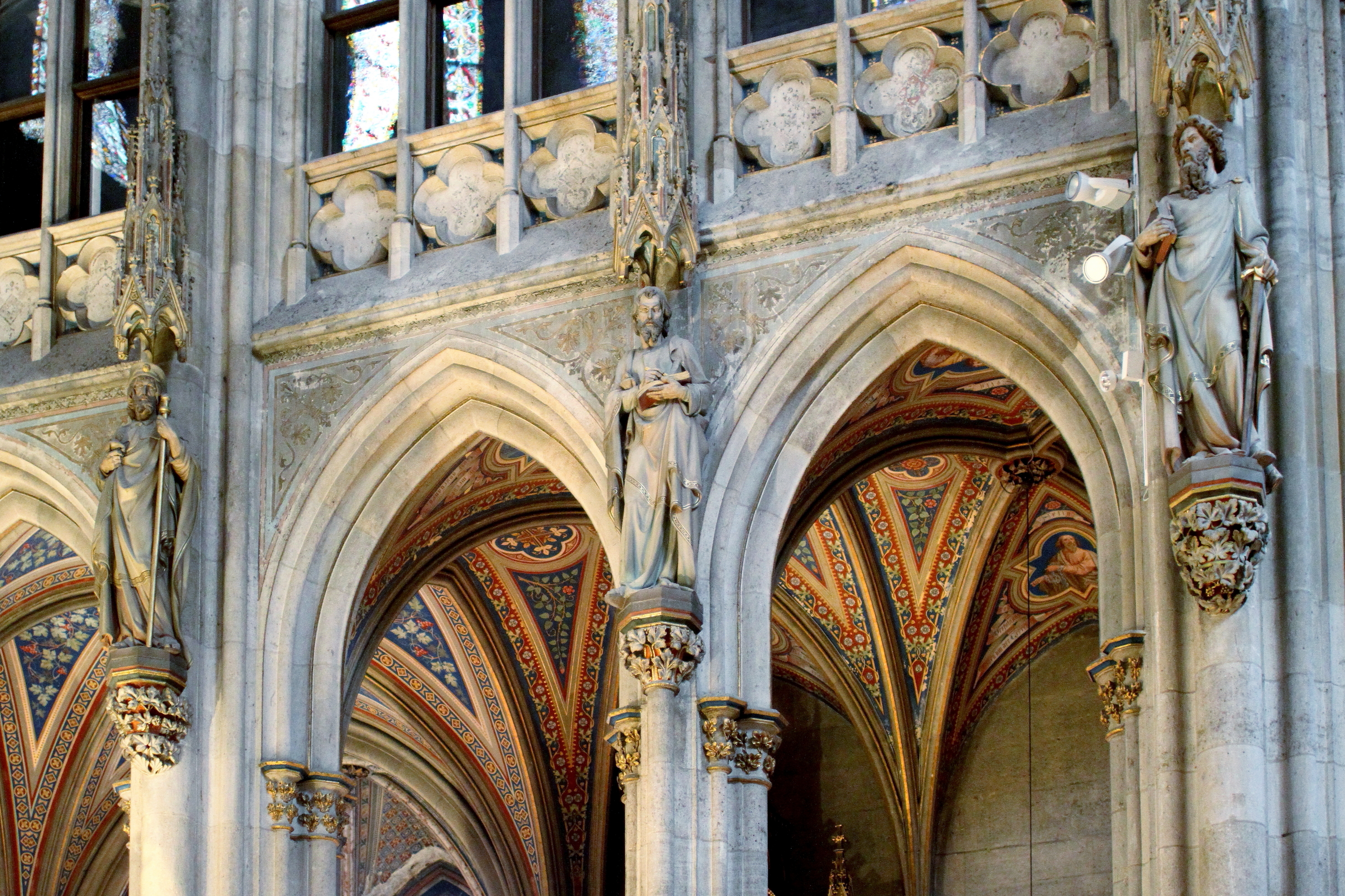
Drei der Apostelstatuen an den Chorpfeilern der Wiener Votivkirche. Von Erler in den Jahren 1875 bis 1877 geschaffen.

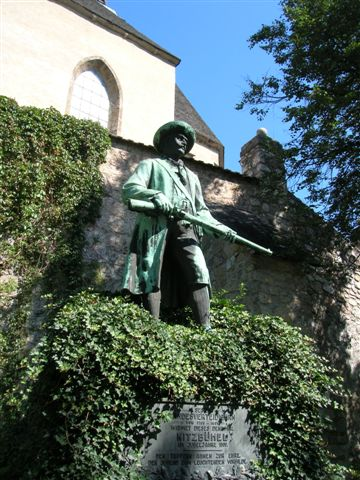
Franz Christoph Erler: Das Landesverteidigungsdenkmal in Kitzbühel (1909)

Franz Christoph Erler (* 5. Oktober 1829 in Kitzbühel; † 6. Jänner 1911 in Wien) war ein österreichischer Bildhauer. Er war einer der meistbeschäftigten Bildhauer und Restaurator der Ringstraßenzeit, dabei versuchte er mit seinen neugotischen Arbeiten an die mittelalterliche Bauplastik anzuknüpfen.

## Leben
Erler musst nach dem frühen Tod seines Vaters im familieneigenen Müllerbetrieb mitarbeiten. Mit 21 Jahren erhielt er eine Ausbildung beim Herrgottschnitzer Kaspar Biehler in Kufstein. Von 1853 bis 1860 absolvierte er ein Studium in der Kunstklasse der Akademie in Wien. Er wurde von Joseph Führich protegiert und bekam im Anschluss nach seinem Studium den Auftrag eine Reihe von Figuren und den Kreuzweg in der Altlerchenfelder Kirche zu schaffen. 1866 wollte er nach Tirol zurückkehren, jedoch der Architekt Heinrich von Ferstel verhinderte dies, indem er ihm den Auftrag für einen Großteil der Figuren der Wiener Votivkirche verschaffte. 1863 wurde er Mitglied des Künstlerhauses. Noch im hohen Alter von achtzig Jahren schuf er das Landesverteidigungsdenkmal in Kitzbühel. Begraben ist er auf dem Wiener Zentralfriedhof (Gruppe 16E, Reihe 4, Nr. 6).

## Ehrungen
1961 setzte ihm seine Geburtsstadt ein Denkmal im Kitzbüheler Kurpark und im gleichen Jahr wurde an seinem Sterbehaus, Argentinierstraße 54 im 4. Wiener Gemeindebezirk Wieden, eine Gedenktafel angebracht.

## Werke
- Katholische Pfarrkirche Bad Vöslau um 1860–1870: Skulpturen Jakobus und Maria Immaculata bei der Ostturmanlage
- Wiener Stephansdom: heiliger Laurentius (1858)[4], Statuen am Adlertor (1878)[5], Baldachinfiguren am Singertor (1893)[5], heiliger Michael und heiliger Stephanus (1902)[4]
- Wiener Rathaus: Skulpturen